# Clytocerus fasciatus
Clytocerus fasciatus är en tvåvingeart som beskrevs av Tonnoir 1939. Clytocerus fasciatus ingår i släktet Clytocerus och familjen fjärilsmyggor.
Artens utbredningsområde är Uganda. Inga underarter finns listade i Catalogue of Life.